# Burger Queen
Burger Queen is een snackbar in Assen. Het opende op 1 augustus 2014 en is gevestigd aan de Weierspoort 21. Van 2016 tot 2022 was er ook een Burger Queen aan de Minister Kanstraat in Emmen, inmiddels is deze vestiging omgebouwd tot Lady's Burger.